# Marija Pisareva
Marija Gerasimovna Pisareva, coniugata Grigalka (in russo Мария Герасимовна Писарева-Григалка?; 19 aprile 1933 – 10 dicembre 2023), è stata un'altista sovietica, vincitrice della medaglia d'argento ai Giochi olimpici di Melbourne nel 1956.

## Biografia
Vinse una medaglia d'argento nel salto in alto nei giochi olimpici australiani, venendo superata dalla statunitense Mildred McDaniel e pareggiando con la britannica Thelma Hopkins.
Era moglie di Oto Grigalka.

## Palmarès
| Anno | Manifestazione             | Sede      | Evento        | Risultato | Prestazione | Note |
| ---- | -------------------------- | --------- | ------------- | --------- | ----------- | ---- |
| 1956 | Giochi della XVI Olimpiade | Melbourne | Salto in alto | Argento   | 1,67        |      |